# La Danseuse Orchidée

La Danseuse Orchidée est un film muet français réalisé par Léonce Perret et sorti en 1928.

## Fiche technique
- Réalisation : Léonce Perret, assisté de Max de Vaucorbeil
- Scénario : Léonce Perret, d'après le roman de Jean-Joseph Renaud
- Décors : Jacques-Laurent Atthalin et Henri Ménessier
- Photographie : Léonce-Henri Burel, René Colas
- Lieux de tournage : Studios de la Victorine[1]
- Société de production : Franco Films
- Format : Muet - Noir et blanc -- 1,33:1 -- 35 mm
- Date de sortie : 
  - France : 29 avril 1928

## Distribution
- Louise Lagrange: Luicha Irriguoyen, la danseuse Orchidée
- Ricardo Cortez : Yoanès Etchegarry / Jean Barliave
- Danièle Parola : Miss Flûte
- Sig Arno : Paulo
- Armand Dutertre : le régisseur
- Gaston Jacquet : Buguelle
- Marthe Lepers : Kattalin
- Edouard-Emile Violet : l'aide
- Xénia Desni : Maryse Laborde
- Ernest Chambéry : le baron d'Ange
- Thérèse de Zunin : la baronne d'Ange
- Henry Richard : Martineau
- Marcya Capri : Jane Cawill
- Henriette Clairval-Térof : Henriette
- Lily de Stavelly : Madame Deraing
- Robert Damorès : le professeur
- Flore Deschamps : la secrétaire
- Henri Mène : Ignacio
- Julio de Romero : Horowitz
- Gil Roland
- Denise Lorys
- Nilda Duclos
- Yvette Dubost